# 赛宝格格
賽寶格格，出身不詳，清朝順治帝之格格級庶妃。

## 生平
她的名字在漢文中寫作賽寶。在滿文檔案中，賽寶寫作「saiboo」，但亦常寫作「ts῾aiboo」（音：彩寶），有學者認為可能是因為「sai」和「ts῾ai」在滿文中的寫法比較相近，使檔案在聽抄時出現錯誤。
目前並不清楚賽寶格格是在何時被順治帝收為後宮主位，僅知她的初始位份應即為格格級，因為順治朝的福晉級嬪御多為蒙古王公之女，而小福晉級嬪御多為八旗出身，並且曾經為順治帝生育子女。康熙三年十一月，「彩寶格格」患病，經治療之後，病情有所緩解。康熙七年四月初四日，內務府奏稱：「乾清宮之賽寶格格本日薨逝」，四月十八日，內務府將「彩寶格格」所遺留的使女進行分派，後葬於孝東陵。